# Teyah Goldie
Teyah Goldie (27 juni 2004) is een voetbalspeelster uit Engeland. Ze speelt als verdediger voor London City Lionesses in de Super League.

## Clubcarrière
Goldie debuteerde op 18 april 2021 voor Arsenal in de FA Cup, door als invalster het veld te betreden in een 10-0 overwinning op Gillingham. Ook kwam ze in actie in de kwalificatiereeks voor de Champions League op 18 augustus 2021 door in de 76ste minuut binnen de lijnen te komen in een 4-0 overwinning op het Kazachse Okzhetpes.
Op 22 januari 2022 maakte Goldie op huurbasis de overstap naar Watford FC, actief in het Championship. In februari 2022 werd Goldie benoemd tot speelster van Watford van de maand. De verhuurbeurt kwam vervroegd ten einde toen Goldie op 5 maart 2022 een kruisbandblessure opliep in een wedstrijd tegen Sheffield United. Goldie tekende op 27 juni 2022, haar achttiende verjaardag, haar eerste profcontract bij Arsenal.
Op 15 augustus 2024 ging Goldie een nieuwe verhuurbeurt voor een seizoen aan bij London City Lionesses.
Arsenal maakte op 8 mei 2025 bekend dat Goldie aan het einde van het seizoen 2024/25 The Gunners achter zich liet. Ze kwam tot zes optredens in haar periode bij de club waar ze sinds 2011 actief was.
Op 7 juli 2025 tekende Goldie een contract bij London City Lionesses, waarmee ze definitief bezit werd van de naar de Super League gepromoveerde club.

## Statistieken
| Seizoen | Club                  | Land     | Competitie   | Wedstrijden | Doelpunten |
| ------- | --------------------- | -------- | ------------ | ----------- | ---------- |
| 2021/22 | Arsenal               | Engeland | Super League | 1           | 1          |
| 2022/23 | Arsenal               | Engeland | Super League | 1           | 0          |
| 2024/25 | London City Lionesses | Engeland | Championship | 19          | 1          |
| 2025/26 | London City Lionesses | Engeland | Super League | 0           | 0          |
| Totaal  | Totaal                | Totaal   | Totaal       | 21'         | 1          |

Laatste update: 1 augustus 2025

## Interlandcarrière
Goldie kwam als jeugdinternational uit voor Engeland -15, waarvan ze aanvoerster was. Op 30 juli 2021 volgde haar debuut voor Engeland -19 in een 4-1 overwinning op de leeftijdsgenoten van Tsjechië.
Goldie werd in oktober 2024 geselecteerd voor Engeland -23 voor wedstrijden tegen Nederland -23 en Portugal -23. Ze maakte haar debuut voor Engeland -23 door in de basis te starten in een 1-0 overwinning op Portugal -23.